# Liste der Biografien/Bacm
Liste der Biografien |
Portal Biografien |
Personensuche
# |
A |
B |
C |
D |
E |
F |
G |
H |
I |
J |
K |
L |
M |
N |
O |
P |
Q |
R |
S |
T |
U |
V |
W |
X |
Y |
Z |
?
 
Ba |
Be |
Bd |
Bg |
Bh |
Bi |
Bj |
Bl |
Bm |
Bn |
Bo |
Br |
Bs |
Bu |
Bw |
By |
Bz
 
Baa |
Bab |
Bac |
Bad |
Bae |
Baf |
Bag |
Bah |
Bai |
Baj |
Bak |
Bal |
Bam |
Ban |
Bao |
Bap |
Baq |
Bar |
Bas |
Bat |
Bau |
Bav |
Baw |
Bax–Baz
 
Baca |
Bacc |
Bace |
Bach |
Baci |
Back |
Bacl |
Bacm |
Baco |
Bacq |
Bacr |
Bacs |
Bacu |
Bacv |
Bacy |
Bacz
Die Liste der Biografien führt alle Personen auf, die in der deutschsprachigen Wikipedia einen Artikel haben. Dieses ist eine Teilliste mit 36 Einträgen von Personen, deren Namen mit den Buchstaben „Bacm“ beginnt.

## Bacm

### Bacme
- Bacmeister Gudiño, Enrique (1952–2019), mexikanischer Botschafter
- Bacmeister, Adolf (1827–1873), deutscher Germanist, Journalist, Philologe und Schriftsteller
- Bacmeister, Adolf (1882–1945), deutscher Lungenfacharzt
- Bacmeister, Albert (1845–1920), deutscher evangelischer Pfarrer und Oberkirchenrat
- Bacmeister, Eberhard (1659–1742), deutscher Mediziner, fürstlich-ostfriesischer Leibarzt sowie Regierungs- und Konsistorialrat
- Bacmeister, Eberhard Christian (1738–1781), preußischer Beamter
- Bacmeister, Eberhard Friedrich (1750–1820), preußischer Beamter
- Bacmeister, Eduard (1825–1922), württembergischer Verwaltungsbeamter
- Bacmeister, Ernst (1874–1971), deutscher Schriftsteller, Lyriker und Dramatiker
- Bacmeister, Ernst von (1853–1938), preußischer General der Infanterie im Ersten Weltkrieg
- Bacmeister, Friedrich (1840–1886), deutscher Soldat in Österreich und Preußen; Seemann in den Vereinigten StaatenFriedrich Bacmeister (1840–1886)

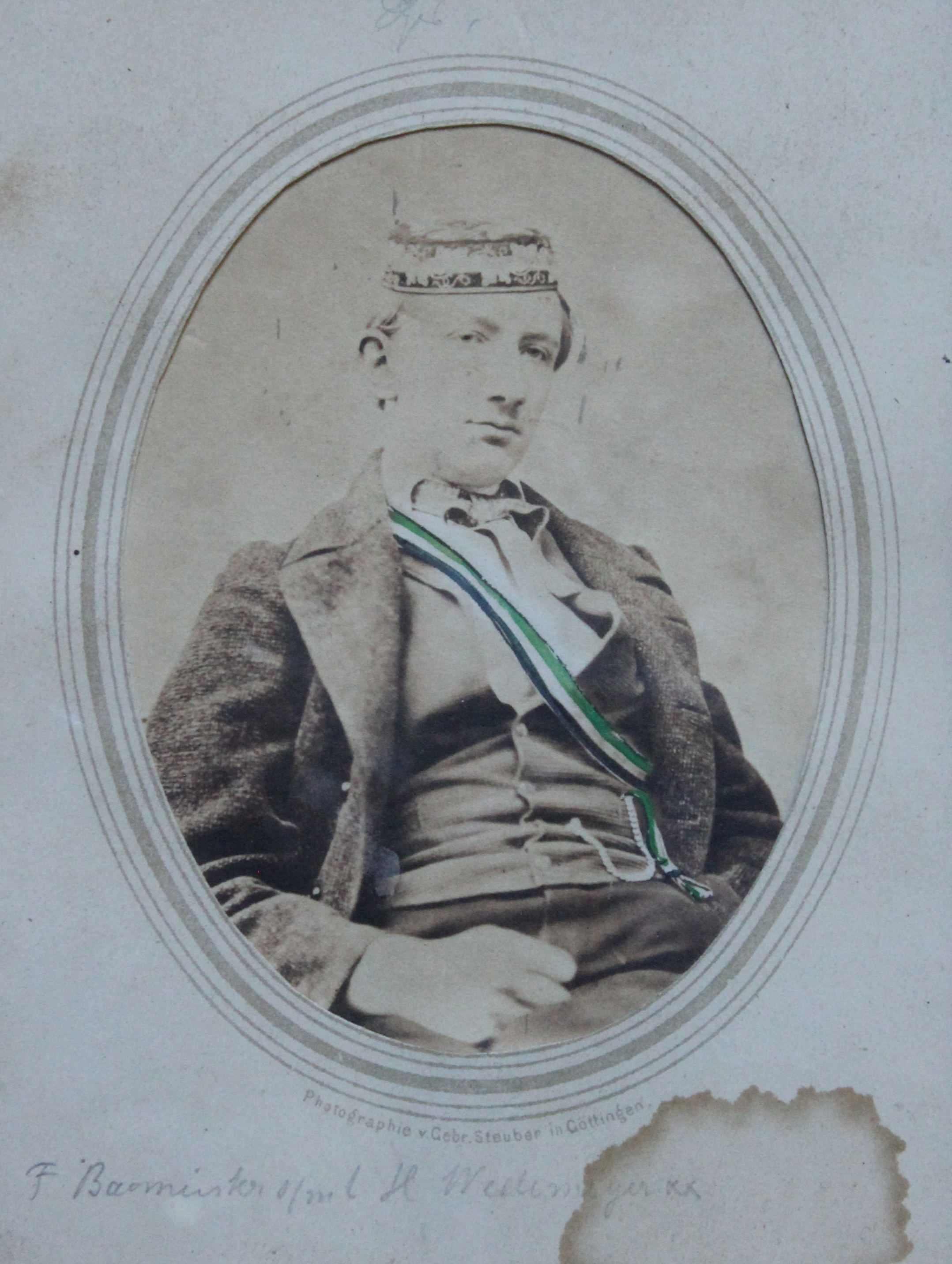
Friedrich Bacmeister (1840–1886)

- Bacmeister, Georg Albert (1880–1918), deutscher Verwaltungsjurist in Hessen und Ostpreußen
- Bacmeister, Georg Arnold (1850–1921), deutscher Geheimer Oberjustizrat und Landgerichtspräsident zu Neuwied
- Bacmeister, Georg Heinrich (1807–1890), Minister des Königreichs Hannover
- Bacmeister, Hans (1872–1935), deutscher Regisseur
- Bacmeister, Hartwig Ludwig Christian (1730–1806), deutscher Historiker, Geograph, Linguist und Bibliograph
- Bacmeister, Heinrich (1618–1692), deutscher Rechtswissenschaftler, Oberjustizrat und Kammerprokurator
- Bacmeister, Hugo Karl August (1862–1937), preußischer Generalmajor im Ersten Weltkrieg
- Bacmeister, Jacob (1562–1591), deutscher Hebraist und lutherischer Theologe
- Bacmeister, Johann (1680–1748), deutscher Mediziner in Tübingen und Leibarzt sowie Baden-Durlachscher Rat
- Bacmeister, Johann Christian (1662–1717), deutscher Verwaltungsjurist und Kanzleidirektor in Celle
- Bacmeister, Johann der Ältere (1563–1631), deutscher Mediziner, Hochschulrektor und Leibarzt
- Bacmeister, Johann der Jüngere (1624–1686), deutscher Mediziner, Hochschulrektor und Leibarzt
- Bacmeister, Johann George Albrecht (1747–1795), preußischer Regierungsrat
- Bacmeister, Johann Vollrath (1732–1788), deutscher Historiker und Bibliothekar an der russischen Akademie der Wissenschaften
- Bacmeister, Johann von (1657–1711), deutscher Rechtswissenschaftler und Reichshofrat
- Bacmeister, Julius (1855–1916), sächsischer Generalmajor
- Bacmeister, Lucas (1530–1608), deutscher lutherischer Theologe und Kirchenliedkomponist
- Bacmeister, Lucas (1570–1638), deutscher lutherischer Theologe
- Bacmeister, Lucas (1605–1679), deutscher lutherischer Theologe
- Bacmeister, Lucas (1672–1748), deutscher lutherischer Theologe, Generalsuperintendent
- Bacmeister, Lucie (1843–1904), deutsche Schriftstellerin und Malerin
- Bacmeister, Matthäus (1580–1626), deutscher Mediziner und Leibarzt
- Bacmeister, Sebastian (1646–1704), deutscher lutherischer Geistlicher
- Bacmeister, Walther (1873–1966), deutscher Jurist und Ornithologe
- Bacmeister, Walther (1877–1953), deutscher Journalist, Verleger und Politiker